# 푸에르테올림포

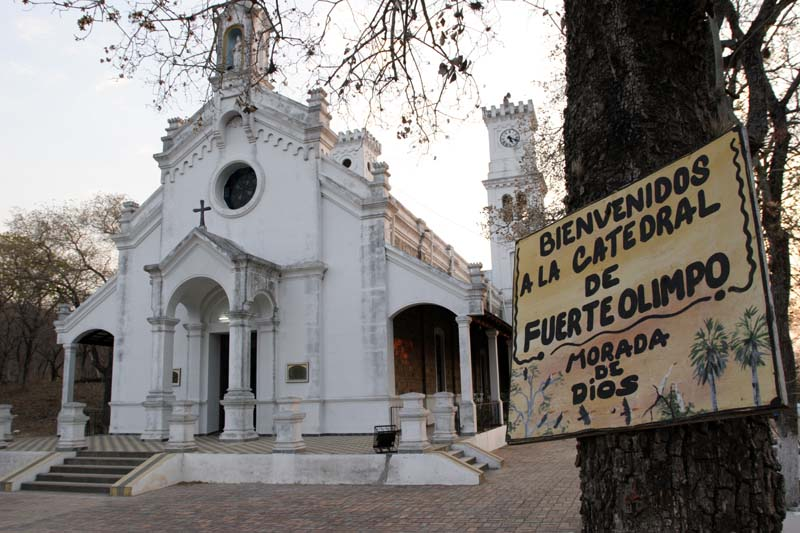

푸에르테올림포(스페인어: Fuerte Olimpo)는 파라과이의 도시로 알토파라과이 주의 주도이며 높이는 64m, 인구는 4,498명(2008년 기준)이다. 파라과이강 동안과 접하며 아순시온에서 838km 정도 떨어진 곳에 위치한다.